# 榆树镇 (哈尔滨市)
榆树镇是中国黑龙江省哈尔滨市道里区下辖的一个镇，位于市区西南部，京哈铁路过境。

## 历史沿革
1949年建国后成立村，1952年改为农村合作社，1956年设乡，1958年改为公社，1983年复设乡，1989年改建镇。

## 行政区划
榆树镇下辖14个村委会：望哈、五一村、民兴、利丰、解放、民泉、三姓、前榆、民主、新立、夹沟、后榆、五四、民利。